# Knightstown, Indiana
Knightstown är en ort i Henry County i delstaten Indiana, USA.